# Open du Pays d'Aix 2014
L'Open du Pays d'Aix 2014 è stato un torneo di tennis facente parte della categoria ATP Challenger Tour nell'ambito dell'ATP Challenger Tour 2014. È stata la 1ª edizione del torneo che si è giocato a Aix-en-Provence in Francia dal 5 all'11 maggio 2014 su campi in terra rossa e aveva un montepremi di €64,000.

## Partecipanti singolare

### Teste di serie
| Nazionalità | Giocatore             | Ranking* | Testa di serie |
| ----------- | --------------------- | -------- | -------------- |
| Stati Uniti | Denis Kudla           | 103      | 1              |
| Slovenia    | Blaž Rola             | 106      | 2              |
| Argentina   | Diego Schwartzman     | 114      | 3              |
| Argentina   | Horacio Zeballos      | 121      | 4              |
| Francia     | Pierre-Hugues Herbert | 134      | 5              |
| Brasile     | João Souza            | 135      | 6              |
| Germania    | Andreas Beck          | 142      | 7              |
| Francia     | Marc Gicquel          | 146      | 8              |

- Ranking al 28 aprile 2014.

### Altri partecipanti
Giocatori che hanno ricevuto una wild card:
- Axel Michon
- Julien Obry
- Florent Serra
- Martin Vaisse

Giocatori che sono passati dalle qualificazioni:
- Jordi Samper Montaña
- Jonathan Eysseric
- Laurent Lokoli
- Yann Marti
- Henri Laaksonen

## Partecipanti doppio

### Teste di serie
| Nazionalità | Giocatore       | Nazionalità | Giocatore          | Ranking* | Testa di serie |
| ----------- | --------------- | ----------- | ------------------ | -------- | -------------- |
| Stati Uniti | Nicholas Monroe | Germania    | Simon Stadler      | 121      | 1              |
| Germania    | Dominik Meffert | Austria     | Philipp Oswald     | 172      | 2              |
| Germania    | Philipp Marx    | Germania    | Alexander Satschko | 174      | 3              |
| Germania    | Christopher Kas | Germania    | Frank Moser        | 308      | 4              |

- Ranking al 28 aprile 2014.

### Altri partecipanti
Coppie che hanno ricevuto una wild card:
- Maxime Chazal /  Maxime Tchoutakian
- Florent Serra /  Maxime Teixeira
- Tristan Lamasine /  Julien Obry

## Vincitori

### Singolare
Diego Schwartzman ha battuto in finale  Andreas Beck con il punteggio di 6(4)–7, 6–3, 6–2

### Doppio
Diego Schwartzman /  Horacio Zeballos hanno battuto in finale  Andreas Beck /  Martin Fischer con il punteggio di 6–4, 3–6, [10–5]